# Pseudocercospora rumohrae
Pseudocercospora rumohrae är en svampart som beskrevs av Goh & W.H. Hsieh 1989. Pseudocercospora rumohrae ingår i släktet Pseudocercospora och familjen Mycosphaerellaceae.   Inga underarter finns listade i Catalogue of Life.